# Szodalitcsoport
A szodalitcsoport a IV.Szilikátok ásványosztály térhálós- (tekto-)szilikátok alosztályában leggyakrabban szabályos rendszerben kristályosodó önálló ásványcsoport. Ásványaiban az SiO4 csoportok a tér mindhárom irányában összekapcsolódnak. Ékszeriparban csiszolt formában a lazuritot gyakran alkalmazzák, könnyen téveszthető a színében hasonló lazulittal (kékpát), ami nem a szilikátok közé tartozik.
A csoport általános képlete:(Na,Ca)4-8(Cl,SO4,S)1-2(AlSiO4)6.

## A szodalitcsoport ásványai
- Bicchulit.  (Szabályos rendszerben kristályosodik) Ca2Al2SiO6(OH)2.
  - Sűrűsége:  2,75 g/cm³.
  - Keménysége: nincs adat.
  - Színe:  színtelen.
  - Fénye: üvegfényű.
  - Pora:   fehér.
  - Átlátszósága:  félig áttetsző.
  - Kémiai összetétele:
  - Kalcium (Ca) = 27,4%
  - Alumínium (Al) = 18,5%
  - Szilícium (Si) = 9,6%
  - Hidrogén (H) = 0,7%
  - Oxigén (O) = 43,8,0%

- Hauyn.  (Szabályos rendszerben kristályosodik) (Na,Ca)8Al6Si6(O,S)24(SO4,Cl)2.
  - Sűrűsége:  2,45 g/cm³.
  - Keménysége: 5,0-6,0  (a Mohs-féle keménységi skála szerint).
  - Színe:  kék, zöld, vörös, sárga, szürke.
  - Fénye: üvegfényű vagy zsírfényű.
  - Pora:   kékesfehér.
  - Átlátszósága:  félig áttetsző.
  - Kémiai összetétele:
  - Nátrium (Na) = 8,9%
  - Kalcium (Ca) = 7,8%
  - Alumínium (Al) = 15,7%
  - Szilícium(Si) = 16,3%
  - Klór (Cl) = 1,7%
  - Kén (S) = 9,3%
  - Oxigén (O) = 40,3%

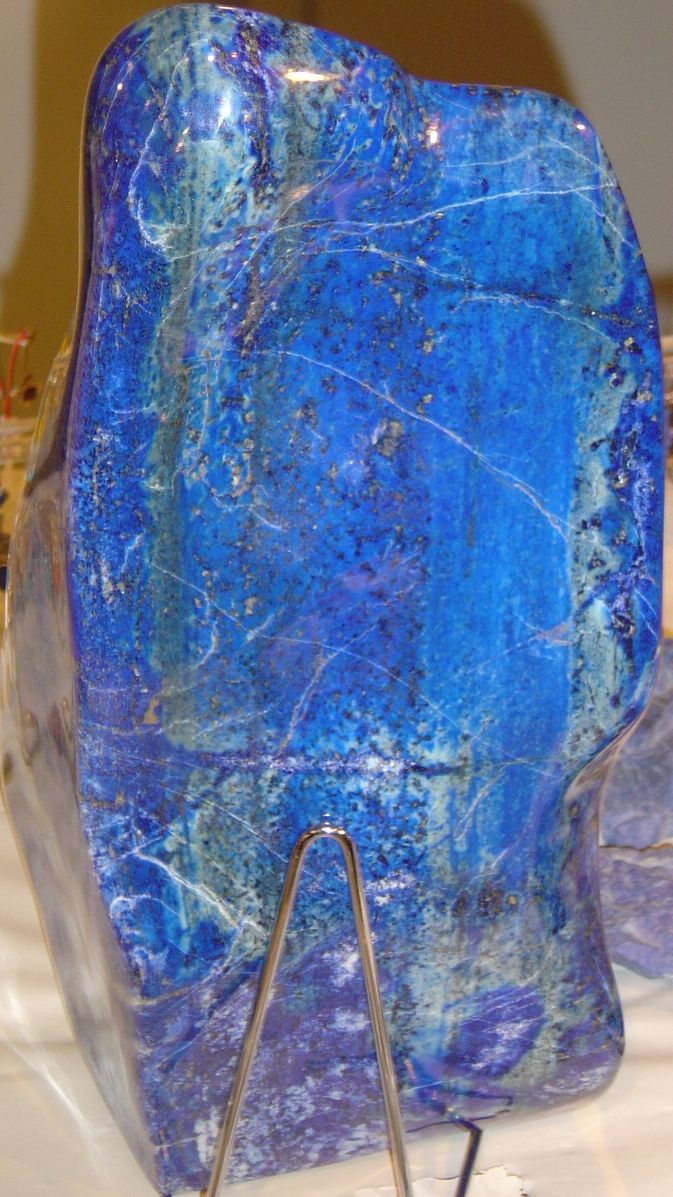
Lazurit tömb

- Kamaishilit.  (Tetragonális rendszerben kristályosodik) Ca2Al2SiO6(OH)2.
  - Sűrűsége:  2,83 g/cm³.
  - Keménysége: nincs adat.
  - Színe:  színtelen.
  - Fénye: üvegfényű.
  - Pora:   fehér.
  - Átlátszósága:  félig áttetsző.
  - Kémiai összetétele:
  - Kalcium (Ca) = 27,4%
  - Alumínium (Al) = 18,5%
  - Szilícium (Si) = 9,6%
  - Hidrogén (H) = 0,7%
  - Oxigén (O) = 43,8%

- Lazurit. (névváltozata: lapis lazuli) (Na,Ca)8(AlSiO4)6(SO4,Cl,S)2.

- Nozeán.  (Szabályos rendszerben kristályosodik) (Na8Al6Si6O24(SO4l)xH2O.
  - Sűrűsége:  2,34 g/cm³.
  - Keménysége: 5,5-6,0  (a Mohs-féle keménységi skála szerint).
  - Színe:  fehér, kék, zöld, szürke.
  - Fénye: üvegfényű.
  - Pora:   kékesfehér.
  - Átlátszósága:  áttetsző. Fluoreszkál.
  - Kémiai összetétele:
  - Nátrium (Na) = 18,2%
  - Alumínium (Al) = 16,0%
  - Szilícium (Si) = 16,6%
  - Hidrogén (H) = 0,2%
  - Kén (S) = 3,2%
  - Oxigén (O) = 45,8%

- Szodalit.  Na8Al6Si6O24Cl2.

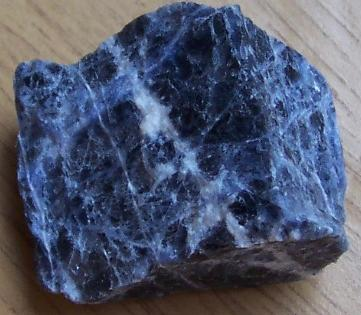
Szodalit

- Tsaregorodtsevit.  (Rombos rendszerben kristályosodik) Na(CH3)4AlSi5O)12.
  - Sűrűsége:  2,05 g/cm³.
  - Keménysége: 6,0  (a Mohs-féle keménységi skála szerint).
  - Színe:  színtelen, fehér, sárga.
  - Fénye: üvegfényű.
  - Pora:   fehér.
  - Átlátszósága:  félig áttetsző.
  - Kémiai összetétele:
  - Nitrogén (N) = 3,2%
  - Alumínium (Al) = 6,2%
  - Szilícium (Si) = 32,4%
  - Szén (C) = 11,1%
  - Hidrogén (H) = 2,8%
  - Oxigén (O) = 44,3%

- Tugtupit.  (Tetragonális rendszerben kristályosodik)

Na4AlBeSi4O12Cl.
- - Sűrűsége:  2,36 g/cm³.
  - Keménysége: 4,0  (a Mohs-féle keménységi skála szerint).
  - Színe:  fehér, rózsaszín, kék, zöld, vörös.
  - Fénye: üvegfényű vagy zsírfényű.
  - Pora:   fehér.
  - Átlátszósága:  félig áttetsző. UV fényben karmazsinvörösen fluoreszkál.
  - Kémiai összetétele:
  - Nátrium (Na) = 19,7%
  - Berillium (Be) = 1,9%
  - Alumínium (Al) = 5,8%
  - Szilícium (Si) = 24,0%
  - Klór (Cl) = 7,6%
  - Oxigén (O) = 41,0%

- Wadalit.  (Szabályos rendszerben kristályosodik)

(Ca,Mg)6(Al,Fe)5Si2O16Cl3.
- - Sűrűsége:  3,06 g/cm³.
  - Keménysége: nincs adat.
  - Színe:  színtelen.
  - Fénye: üvegfényű.
  - Pora:   fehér.
  - Átlátszósága:  félig áttetsző.
  - Kémiai összetétele:
  - Kalcium (Ca) = 30,2%
  - Magnézium (Mg) = 1,8%
  - Alumínium (Al) = 11,2%
  - Vas (Fe) = 2,1%
  - Szilícium (Si) = 9,6%
  - Klór (Cl) = 12,9%
  - Oxigén (O) = 32,2%